# اوبرنیتسه
اوبرنیتسه (به چکی: Obrnice) یک منطقهٔ مسکونی در جمهوری چک است که در ناحیه موست واقع شده‌است. اوبرنیتسه ۷٫۴۶ کیلومتر مربع مساحت و ۲٬۶۸۴ نفر جمعیت دارد و ۲۱۳ متر بالاتر از سطح دریا واقع شده‌است.